# Свободное (Гурьевский городской округ)
Свободное — посёлок в Гурьевском городском округе Калининградской области. Входил в состав Кутузовского сельского поселения.

## История
По легенде название Мишен происходит от прусского имени Миссино. За многовековую историю название населенного пункта претерпело некоторые изменения. Около 1539 года поселение называлось Мишендорф, около 1542 года - Мишенхофен, около 1820 года - Гросс Мюшен, около 1871 года опять встречается название Мишен, после чего окончательно закрепляется Гросс Мишен.
В 1550 году владельцем имения являлся оружейных дел мастер фон Фоллер, в 1713 году хозяином Гросс Мишена был Якоб Лексден, около 1900 года имение приобрел Георг Кнорр (1859-1911), прославившийся изобретением тормозных систем.
В мае 1941 года недалеко от местечка Гросс Мишен была организована первая разведшкола, в которой готовили радистов и разведчиков для заброски в тыл СССР. Первые выпускники, 20 агентов, отбыли в район Ленинградского фронта, через который их и забросили на территорию СССР. В августе 1941 года школа в местечке Мишен была расформирована.
В 1950 году Гросс Мишен был переименован в поселок Свободное.

## Население
| 2002 | 2010 |
| ---- | ---- |
| 68   | ↘66  |

Население Гросс Мишена в 1910 году составляло 233 жителя, в 1933 году - 547 жителей, в 1939 году - 695 жителей.